# Amerikanisches Moxakraut

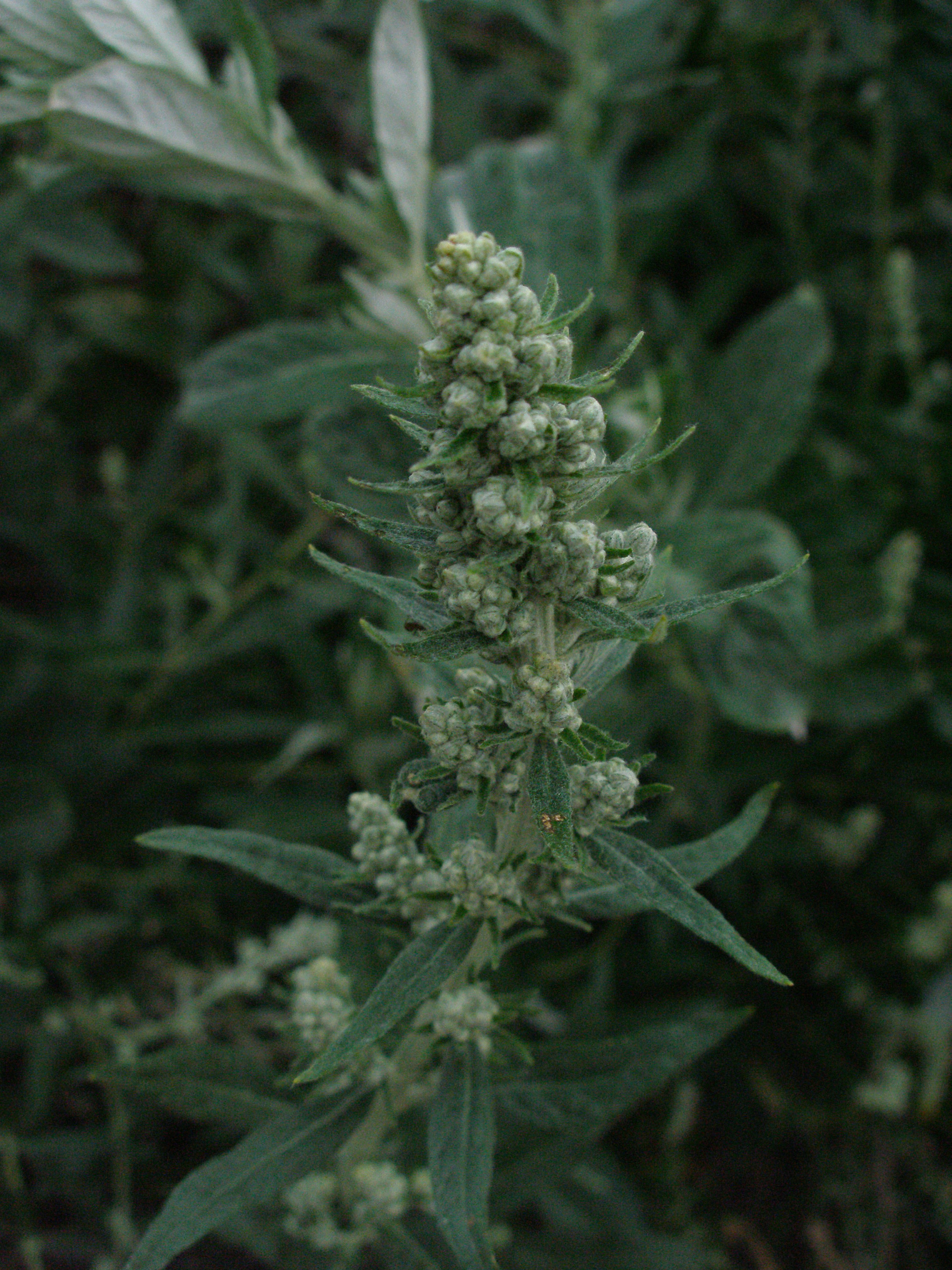
Gesamtblütenstand

Das Amerikanische Moxakraut (Artemisia douglasiana), auch als Traumkraut oder Präriebeifuß bekannt, ist eine Pflanzenart aus der Gattung Artemisia in der Familie der Korbblütler (Asteraceae). Sie ist in den USA und Mexiko beheimatet.

## Beschreibung
Das Moxakraut wächst als ausdauernde krautige Pflanze, die Wuchshöhen von maximal 180 cm erreicht. Der Wuchs ist aufrecht, buschig und horstbildend. Die wechselständig am Stängel angeordneten Laubblätter sind fiederteilig, oberseitig grün, und unten grau bis weißlich, die jungen Blätter sind lanzettlich geformt, die ausgeprägteren lanzettlich gesägt.
In einem Gesamtblütenstand sind zahlreiche, rispige Teilblütenstände vorhanden. In einem Teilblütenstand befinden sich weibliche, männliche und zwittrige Blüten.

## Vorkommen
Artemisia douglasiana stammt aus Nordamerika von den Vereinigten Staaten bis Mexiko. Populationen sind meist in gemäßigten Zonen auf genügend nährstoffreichen, feuchten Böden anzutreffen.

## Nutzung
Bei vielen indianischen Stämmen hat die aromatische Droge eine ähnlich hohe kulturelle Bedeutung wie der Steppenbeifuß. Neben den Räucherungen, welche unwillkommene Geister und Dämonen fernhalten sollen, sind auch Schwitzbäder beliebt, um Erkältungen, Fieber und Kopfschmerzen entgegenzuwirken.
Die Moxibustion der TCM findet oft mittels Verbrennung des sogenannten Moxa statt, welches befestigt an einer Nadel unter die Haut gestochen wird. Wesentlicher Bestandteil des Moxa sind diverse Beifußarten, daher die Bezeichnung „Moxakraut“.
Aus pharmakologischer Sicht ist die auf ätherischen Ölen beruhende, vielen Artemisia-Arten eigene antiseptische Wirkung zu nennen.